# Maytenus williamsii
Maytenus williamsii là một loài thực vật thuộc họ Celastraceae. Đây là loài đặc hữu của Honduras.